# Humberto Coelho
Humberto Manuel de Jesus Coelho, más conocido como Humberto Coelho, (Cedofeita, 20 de abril de 1950) es un exfutbolista portugués que jugaba de defensa central. Fue un componente de la selección de fútbol de Portugal.
También fue entrenador de fútbol, entrenando, entre otros, a la selección portuguesa que alcanzó las semifinales de la Eurocopa 2000.

## Carrera internacional
Coelho fue internacional sub-18, sub-21 y absoluto con la selección de fútbol de Portugal, disputando 64 partidos y marcando 6 goles con la absoluta.

## Clubes

### Como jugador
| Club                   | País           | Año       |
| ---------------------- | -------------- | --------- |
| SL Benfica             | Portugal       | 1968-1975 |
| Paris Saint-Germain    | Francia        | 1975-1977 |
| Las Vegas Quicksilvers | Estados Unidos | 1977      |
| SL Benfica             | Portugal       | 1977-1984 |

### Como entrenador
| Club           | País           | Año       |
| -------------- | -------------- | --------- |
| SC Salgueiros  | Portugal       | 1985-1986 |
| S. C. Braga    | Portugal       | 1986-1987 |
| Portugal       | Portugal       | 1997-2000 |
| Marruecos      | Marruecos      | 2000-2002 |
| Corea del Sur  | Corea del Sur  | 2003-2004 |
| Al-Shabab Club | Arabia Saudita | 2005-2006 |
| Túnez          | Túnez          | 2008-2009 |

## Palmarés

### Títulos nacionales
| Título                | Club    | País     | Año  |
| --------------------- | ------- | -------- | ---- |
| Primeira Liga         | Benfica | Portugal | 1969 |
| Copa de Portugal      | Benfica | Portugal | 1969 |
| Primeira Liga         | Benfica | Portugal | 1970 |
| Copa de Portugal      | Benfica | Portugal | 1970 |
| Primeira Liga         | Benfica | Portugal | 1971 |
| Primeira Liga         | Benfica | Portugal | 1972 |
| Copa de Portugal      | Benfica | Portugal | 1972 |
| Primeira Liga         | Benfica | Portugal | 1973 |
| Primeira Liga         | Benfica | Portugal | 1975 |
| Copa de Portugal      | Benfica | Portugal | 1980 |
| Supercopa de Portugal | Benfica | Portugal | 1980 |
| Primeira Liga         | Benfica | Portugal | 1981 |
| Copa de Portugal      | Benfica | Portugal | 1981 |
| Primeira Liga         | Benfica | Portugal | 1983 |
| Copa de Portugal      | Benfica | Portugal | 1983 |
| Primeira Liga         | Benfica | Portugal | 1984 |

### Distinciones individuales
| Distinción                     | Año  |
| ------------------------------ | ---- |
| Futbolista del año en Portugal | 1974 |